# International Falls
International Falls är en stad och huvudort i Koochiching County i Minnesota i USA. Staden hade 6 424 invånare vid 2010 års federala folkräkning.

## Geografi
International Falls ligger vid södra sidan av Rainy River, som här utgör nationsgränsen mot Kanada. Floden rinner här ut i Rainy Lake. På andra sidan gränsbron ligger staden Fort Frances i den kanadensiska provinsen Ontario.
Staden har ett av de kallaste klimaten i USA. I genomsnitt har den 109,4 dagar om året då temperaturen inte överstiger 0 °C, vilket är rekord bland alla städer i de 48 sammanhängande amerikanska delstaterna. Staden kallas därför även "Ice Box of the Nation".

## Kommunikationer
Stadens flygplats, Falls International Airport (IATA: INL, ICAO: KINL), ligger strax söder om staden. Flygplatsen har två landningsbanor och används främst för allmänflyg, men har även dagliga trafikflygningar till Minneapolis/Saint Paul.
Minnesota, Dakota and Western Railway driver en kortare järnvägslinje till Ranier, Minnesota härifrån.
De federala vägarna U.S. Route 53 och U.S. Route 71 passerar genom staden, samt Minnesotas delstatsväg 11.

### Fotnoter
1. ↑  Geographic Names Information System (GNIS) detaljer för International Falls, Minnesota; United States Geological Survey (USGS); 11 januari 1980.
2. ↑  ”Community Facts” (på engelska). American Factfinder. 14 mars 2010. Arkiverad från originalet den 10 december 2014. https://web.archive.org/web/20141210041242/http://factfinder2.census.gov/faces/nav/jsf/pages/community_facts.xhtml. Läst 2 februari 2014.